# Didier Paindaveine
 (novembre 2010).
Si vous disposez d'ouvrages ou d'articles de référence ou si vous connaissez des sites web de qualité traitant du thème abordé ici, merci de compléter l'article en donnant les références utiles à sa vérifiabilité et en les liant à la section « Notes et références ».
Didier Paindaveine est un dirigeant de cyclisme belge, né le 14 décembre 1953 à Mons. Il est l'un des plus anciens directeurs sportifs du peloton en étant présent chaque année depuis 1987.

## Biographie

### De l'enseignement au cyclisme
Didier Paindaveine naît dans le sud de la Belgique près de la frontière française. Il ne se destine pas particulièrement à devenir directeur sportif. Il est d'abord professeur de morale à Chimay. En 1987, lassé par l'enseignement et passionné par le cyclisme, il décide de devenir directeur sportif dans une équipe belge. Il est appelé pour diriger l'équipe Robland-Isoglass. Il ne reste qu'une année dans cette formation avant de rejoindre l'équipe SEFB en 1989. 

### 1990-1994
En 1990, il décide de monter sa propre équipe avec un sponsor suisse, Mosoca. Son équipe est composée de plusieurs jeunes coureurs et quelques anciens dont le frère de Giuseppe Saronni, et une seule « star », Rudy Matthijs, ancien vainqueur d'étape sur le Tour de France. La première année se conclut sur un bilan presque vierge. Il décide donc de remanier son effectif en recrutant Franck Pineau et Vincent Lavenu qui prendra sa suite à la fin de l'année 1991. En effet, l'équipe change de sponsor et devient française sous le nom de Chazal-Vanille et Mûre. Paindaveine et Gonzalez se retrouve à pied. Paindaveine en compagnie de Denis Gonzalez décide de contacter un sponsor pour monter une équipe avec une partie de l'équipe Mosoca. L'équipe Eurotel naît mais il s'avère vite que les sponsors ne sont pas à la hauteur. L'année 1993 se déroule de la même façon. Fin 1993, Didier Paindaveine reçoit une proposition de la fédération française de cyclisme pour diriger une équipe qu'elle vient de créer, et accepte.

### L'équipe Catavana - As Corbeil Essonne - Cédico
L'année 1994 débute sur une proposition de la FFC qui propose à Didier Paindoveine et Denis Gonzales de diriger une équipe dite promotionnelle que la fédération vient de monter pour pallier le manque d'équipes en France. L'équipe s'articule autour du club de l'AS Corbeil-Essonnes qui a décidé de sauter le pas vers le monde professionnel. Paindaveine et Gonzalez apportent le sponsor Cédico et Akira Asada, coureur japonais que Paindaveine a découvert en 1992. L'équipe est sur le papier une bonne équipe avec un certain nombre de pointures parmi lesquelles Sean Kelly, qui en vrai capitaine de route a décidé de courir encore une année, et les frères Yvon et Marc Madiot, qui décident également de prolonger leur carrière d'une année pour aider les jeunes de l'équipe.
L'année ne se passe pas comme espéré. Si le jeune Lars Michaelsen réalise une belle saison en tant que néo-professionnel en remportant trois victoires, les anciens déçoivent en ne remportant aucune victoire. Marc Madiot alors bien placé dans Paris-Roubaix, où l'équipe a été sélectionnée, se blesse sérieusement à quelques kilomètres de l'arrivée. Plus l'année avance et moins Pandavaine a d'espoir. Les organisateurs du Tour ne retiennent pas l'équipe. Sean Kelly sauve les meubles en réalisant un bon Critérium du Dauphiné libéré. La fin de saison se conclut sur l'arrêt de l'équipe qui n'aura vécu qu'une année.

### Retour au pays
En 1995, Paindaveine repart avec son sponsor, l'enseigne de supermarché français Cédico, et son ami Denis Gonzalez pour créer ce qui est alors la seule équipe wallonne du peloton. Cette première année, l'équipe ne possède pas un budget important et n'en disposera jamais durant toute son existence de huit ans. En 1995, l'équipe ne remporte que le Circuit de Getxo en août. Le directeur sportif parvient en 1996 à recruter le Belge Frank Van Den Abeele qui a remporté un certain nombre de semi-classiques les années précédentes. L'année 1996 est meilleure que la saison 1995. Elle permet surtout à Paindaveine de pouvoir envisager l'avenir de manière sereine avec une équipe qui accueille un jeune Letton prometteur Raivis Belohvoščiks et Jean-Pierre Heynderickx qui sera le capitaine de route de l'effectif.
L'année 1997 marque une période charnière puisque Paindaveine doit laisser partir Denis Gonzalez vers l'équipe US Postal. Il perd également son principal sponsor depuis cinq ans, Cédico, qui est racheté par Ed. À la fin de l'année 1997, un nouveau sponsor arrive, Home Market, et sa première star en la personne de Bart Brentjens, champion olympique de VTT en titre qui souhaite passer à la route. L'équipe brille plus en VTT que sur route puisque Filip Meirhaeghe devient champion de Belgique en VTT. C'est le premier titre national pour Paindaveine.
L'année 1999 marque le retour de Denis Gonzalez, mis dehors par Lance Armstrong. L'équipe se stabilise et ne semble pas progresser dans la hiérarchie. Paindaveine se sépare de Denis Gonzalez et de son sponsor Home Market. La ville de Charleroi reprend le parrainage début 2000. L'équipe devient l'équipe de la Wallonie. L'année 2000 est la meilleure saison pour Paindaveine depuis ses débuts. L'équipe remporte plusieurs manches de coupe du monde en VTT et réalise un doublé lors des championnats d'Europe de VTT. Sur route, l'équipe ne semble toujours pas décoller malgré la saison de Ludovic Capelle qui s'affirme comme un espoir du cyclisme belge et wallon. À la fin de l'année 2000, l'équipe est très fortement remaniée avec les départs de Brentjens et de Laurent Pillon, capitaine de route qui met fin à sa carrière. 
L'année 2001 est une année de transition pour Paindaveine qui recrute Frank Corvers qui achève sa carrière avec l'équipe en 2001. En 2002, Paindaveine réussit pour la première fois à trouver un budget confortable depuis 1994. De plus, sa femme Françoise le rejoint pour diriger l'équipe. Celle-ci est renouvelée en très grande partie avec les arrivées de Mauricio Ardila, que Paindaveine a découvert en Colombie, et de Andy Cappelle, espoir belge que Paindaveine va couver. La saison est excellente avec comme point marquant un doublé de Christian Poos qui devient double champion du Luxembourg.
L'année 2003 marque un nouveau tournant avec l'objectif pour Paindaveine d'accéder à la GS1 à la fin de l'année. La saison 2003 est conforme aux exigences notamment grâce à Raivis Belohvoščiks qui remporte la Trois Jours de La Panne. L'autre révélation est Dave Bruylandts qui se révèle au grand public.
Didier Paindaveine décide à la fin de l'année de prendre un peu de recul avec le cyclisme pour se reposer et laisse les rênes à Joseph Braeckevelt qui dirigera l'équipe en 2004 avant qu'elle ne se scinde en deux.

### Depuis 2006
En 2006 après deux ans de repos jamais loin du cyclisme mais sans diriger d'équipe, Paindaveine reprend du service chez Gianni Savio. Il s'occupe de l'équipe Colombia-Sella Italia. En 2007, il reprend le chemin de la Belgique pour diriger l'équipe Storez avec laquelle il s'est donné l'objectif de faire progresser les jeunes wallons pour qu'ils arrivent au haut niveau. Il cède finalement l'équipe à la fin de l'année 2009. En 2010, il est de nouveau directeur sportif adjoint chez Androni Giocattoli. En 2011, il participe à son premier grand tour.